# Tsutsumi Hōzan
Pour les articles homonymes, voir Tsutsumi.
Tsutsumi Hōzan (堤 宝山), également connu sous le nom de Tsutsumi Yamashiro no kami Hōzan (堤山城守宝山), est un homme d'armes de l'Époque Sengoku (16e siècle) au Japon. Il a fondé le Hozan-ryū (Tsutsumi Hōzan Ryū).

## Vie
Tsutsumi Hōzan est le douzième disciple du célèbre moine Jion. Jion avait quatorze disciples, chacun dans une région distincte du Japon, afin de diffuser son art, le Nen ryū, à travers le pays. Hōzan aurait été un adepte des combats avec le jitte, même à un jeune âge. Hōzan était également compétent dans l'art du ju-jitsu, une partie importante de son Hōzan-ryū. Bien que son professeur, Jion, soit décédé avant que Hōzan n'ait appris toutes les bases du Nen ryū ("les techniques du passé"), il aurait maîtrisé son enseignement ("les techniques du futur") en raison de sa maîtrise du jitte, plus simple à manier qu'une épée, car le jitte est une arme manipulée avec une seule main. 
On pense que Hōzan, ou l'un de ses disciples, a transmis l'art du jitte à Hirata Shokan, le grand-père de Miyamoto Musashi. Cela expliquerait que la famille Miyamoto a enseigné l'art du jitte pendant de nombreuses générations. Musashi lui-même aurait appris le Nen ryū de Jion grâce au jitte de Hōzan, ce qui aurait grandement influencé la méthode à une main du Hyōhō niten ichi ryū de Musashi.

## Sources
- Kenji Tokitsu  Miyamoto Musashi: His Life and Writings
- Serge Mol Classical Fighting Arts of Japan p. 151.